# Andrij Liwyzkyj

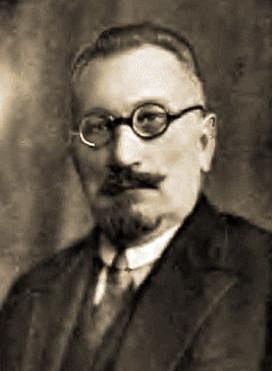
Andrij Liwyzkyj vor 1937

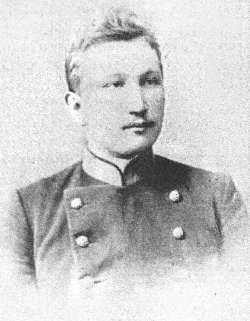
Andrij Liwyzkyj 1900

Andrij Mykolajowytsch Liwyzkyj (* 27. Märzjul. / 8. April 1879greg. in Lipljawe, Gouvernement Poltawa, Russisches Kaiserreich, (heute: Oblast Tscherkassy, Ukraine); † 17. Januar 1954 in Karlsruhe, Deutschland) war ein ukrainischer Politiker und Jurist, Mitbegründer der Revolutionären Ukrainischen Partei (Revoluzijna ukrajinka partija, RUP). Nach der Auflösung der RUP 1905 wechselte er zur Ukrainischen Sozialdemokratischen Arbeiterpartei (Ukrajinska sozialno-demokratytschna robitnytscha partija, USDRP).

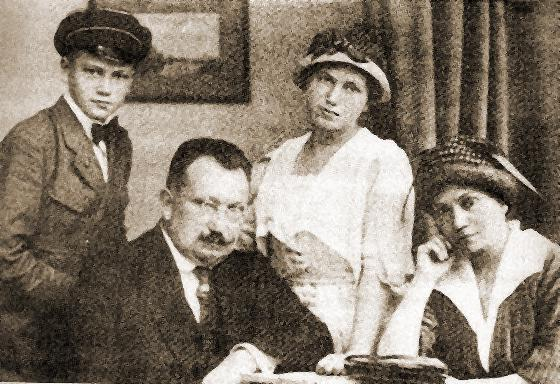
Marija Liwyzka mit Familie 1920: links Sohn Mykola Liwyzkyj, daneben Ehemann Andrij Liwyzkyj, rechts Tochter Natalja Liwyzka-Cholodna

Von 1919 bis 1920 war Liwyzkyj stellvertretender Ministerpräsident und Justizminister der Ukrainischen Volksrepublik in den Regierungen von Borys Martos, Issaak Masepa und Wjatscheslaw Prokopowytsch. Seit September 1919 bekleidete er auch das Amt des Außenministers der Republik und leitete die ukrainische diplomatische Delegation bei den Verhandlungen in Warschau zum ukrainisch-polnischen Beistandspakt. Vom 18. Oktober bis 12. November 1920 war er Ministerpräsident der letzten auf dem ukrainischen Boden agierenden Regierung der Ukrainischen Volksrepublik.
Von 1922 bis 1926 war er Ministerpräsident und von 1926 bis 1954 Präsident der Ukrainischen Volksrepublik im Exil.
Er starb in Karlsruhe und wurde zuerst auf dem Münchner Waldfriedhof beerdigt, später wurden seine sterblichen Überreste auf den Friedhof der ukrainisch-orthodoxen St. Andrew Memorial Church in South Bound Brook in New Jersey überführt.
Er war der Ehemann der Schriftstellerin Marija Liwyzka und Vater des ukrainischen Exilpolitikers Mykola Liwyzkyj.

## Ehrungen
2009 gab die ukrainische Nationalbank anlässlich Andrij Liwyzkyjs 130. Geburtstag eine Zwei-Hrywnja-Gedenkmünze mit seinem Konterfei heraus.